# パブロ・マルティネス
パブロ・マルティネス（Pablo Martinez，1989年2月21日 - ）は、フランス・マルティーグ出身のサッカー選手。ポジションはディフェンダー。デポルティーボ・ラ・コルーニャ所属。

## 経歴
2013年6月にガゼレク・アジャクシオに移籍した。約1年後のリーグ・ドゥ・ヴァランシエンヌFC戦で初出場。
2016年6月、フリーでアンジェSCOと3年契約を結んだ。自身初のリーグ・アンでの戦いとなった。
2019年6月、ニーム・オリンピックと3年契約を結んだ。

## 私生活
スペインにルーツを持っている。